# Barraca (Sant Jaume d'Enveja)
La Barraca és un edifici de Sant Jaume d'Enveja (Montsià) inclòs a l'Inventari del Patrimoni Arquitectònic de Catalunya.

## Descripció
Es tracta d'una barraca de planta rectangular de parets de fang, joncs i canyes emblanquinades. Malgrat estar ben conservada, la teulada de joncs ha estat substituïda per una teulada d'uralita, així com el fumeral que es troba a la part posterior de la barraca. S'entra per dues portes situades a la paret més llarga. Realitzada durant els anys 40, reprodueix un model tan antic com els assentaments humans al Delta, encara que una mica modificat.

## Història
És una construcció típica d'aquesta zona, emparentada amb les barraques valencianes de l'Horta però que actualment s'enderroquen.